# Confituur (film)
Confituur (2004) is een Vlaamse film van Lieven Debrauwer, die ook al het emotionele Pauline & Paulette regisseerde. Het is een humoristische prent voor ouderen én de openingsfilm van het filmfestival van Venetië in 2004.

## Verhaal
Schoenmaker Tuur (Rik Van Uffelen) en zijn vrouw Emma (Marilou Mermans) vieren hun huwelijksjubileum. De familie én het hele dorp vieren met hen mee.
Alleen de jubilaris zelf, Tuur, is niet echt in feeststemming.
Pas de ochtend na het jubileumfeest ontdekt Emma dat Tuur uit het huis verdwenen is en zelfs niet in "zijn" bed geslapen heeft.
Tuurs bedlegerige en met hen inwonende zus Gerda (Viviane De Muynck) is razend wanneer blijkt dat hij naar zijn andere zus Josée (Chris Lomme) is gegaan. De twee zussen hebben reeds jaren ruzie met elkaar. Maar Emma weigert Tuur te halen. Tuur logeert dus in het cabaret van zijn zus Josée en haar zingende vriendin Odette (Jasperina de Jong). Emma staat helemaal alleen voor de schoenwinkel en een hysterische, bedlegerige schoonzus...

## Rolverdeling
| Acteur               | Personage          |
| -------------------- | ------------------ |
| Marilou Mermans      | Emma               |
| Rik Van Uffelen      | Tuur               |
| Viviane De Muynck    | Gerda              |
| Chris Lomme          | Josée              |
| Jasperina de Jong    | Odette             |
| Ingrid De Vos        | Roza               |
| Eric Van Herreweghe  | Ronny              |
| Gerda Marchand       | Buurvrouw Clara    |
| Camilia Blereau      | Vrouwelijke klante |
| Jaak Van Assche      | Raymond            |
| Tuur De Weert        | Karel              |
| Magda Cnudde         | WC-mevrouw         |
| Bert Vannieuwenhuyse | Leverancier        |